# Vranji Vrh
Vranji Vrh – wieś w Słowenii, w gminie Šentilj. W 2018 roku liczyła 402 mieszkańców.